# Język munggui
Język munggui – język austronezyjski używany w prowincji Papua w Indonezji, na wyspie Yapen. Według danych szacunkowych z 1982 r. (SIL International) posługiwało się nim wówczas 800 osób.
Na poziomie leksyki jest bardzo bliski językowi marau, być może chodzi o dialekty jednego języka (jednakże w publikacji Ethnologue marau i munggui sklasyfikowano oddzielnie). W Ethnologue jako alternatywną nazwę tego języka podano „natabui”, przy czym pewna odmiana językowa o nazwie „natabui” została też wymieniona pośród dialektów marau. Odrębny status munggui i marau postulował J.C. Anceaux (1961). Taka propozycja klasyfikacji została w końcu powielona przez inne źródła.
Miejscowości zamieszkiwane przez lud Munggui (Natabui) to Munggui, Windesi, Murui (Morui), Asei i Puramati. J.C. Anceaux wyróżnił dwa dialekty (dialekt wsi Windesi i Morui oraz dialekt wsi Munggui i Puramati). W indonezyjskiej publikacji Peta Bahasa do obszaru tego języka zaliczono wieś Munggui (dystrykt Windesi, kabupaten Kepulauan Yapen), a także miejscowości: Natabui, Asai, Windesi, Waisani.
Munggui uchodzi za zagrożony wymarciem.